# Holohalaelurus grennian
Holohalaelurus grennian es una especie de peces de la familia Scyliorhinidae en el orden de los Carcharhiniformes.

## Hábitat
Es un pez de mar y de clima subtropical que vive hasta los 246 m de profundidad.

## Distribución geográfica
Se encuentra en Kenia.